# Drapetis lenkoi
Drapetis lenkoi är en tvåvingeart som beskrevs av Smith 1962. Drapetis lenkoi ingår i släktet Drapetis och familjen puckeldansflugor. Inga underarter finns listade i Catalogue of Life.